# Tomoxia lineella
Tomoxia lineella är en skalbaggsart som beskrevs av Leconte 1862. Tomoxia lineella ingår i släktet Tomoxia och familjen tornbaggar. Inga underarter finns listade i Catalogue of Life.